# Aéroport de Peawanuck
L'aéroport de Peawanuck, (code IATA : YPO • code OACI : CYPO), est situé près de la communauté de Peawanuck, Ontario, Canada,.

## Compagnie aérienne et destinations
| Compagnies       | Destinations                                                     |
| ---------------- | ---------------------------------------------------------------- |
| Air Creebec      | Attawapiskat, Fort Albany, Nation Kashechewan, Moosonee, Timmins |
| Thunder Airlines | Attawapiskat, Fort Albany, Nation Kashechewan, Moosonee, Timmins |

Édité le 07/03/2018